# Punghina
Punghina est une commune roumaine du județ de Mehedinți, dans la région historique de l'Olténie et dans la région de développement du Sud-Ouest.

## Géographie
La commune de Punghina est située au sud-est du județ, dans la plaine d'Olténie (Câmpia Oltenie), à 52 km au sud-est de Drobeta Turnu-Severin, la préfecture du județ. Elle est traversée par la route nationale DN56A Drobeta Turnu-Severin-Calafat.
La commune est composée des six villages suivants (population en 2002) :
- Cearângu (243) ;
- Drincea (513) ;
- Măgurele (104) ;
- Punghina (1 486), siège de la municipalité ;
- Recea (1 091) ;
- Satu Nou (40).

## Histoire
La commune a fait partie du royaume de Roumanie dès sa création en 1878.

## Religions
En 2002, 94,12 % de la population étaient de religion orthodoxe, 3,14 % étaient pentecôtistes et 2,44 % chrétiens évangéliques.

## Démographie
En 2002, les Roumains représentaient 72,62 % de la population totale et les Tsiganes 27,32 %. La commune comptait 1 300 ménages.
| 2002  | 2007  |
| ----- | ----- |
| 3 437 | 3 298 |

## Économie
L'économie de la commune repose sur l'agriculture et l'élevage.

## Lieux et monuments
- Punghina, églide des Saints Voïvodes (Sfintii Voievozi) de 1882.